# Paris Match

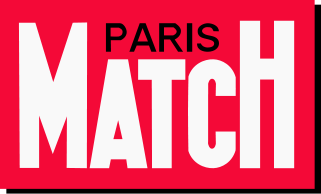
Logo

Paris Match is een wekelijks in Frankrijk verschijnend geïllustreerd tijdschrift. Het werd in 1949 opgericht en staat sindsdien bekend om zijn devies Le poids des mots, le choc des photos (Het gewicht van de woorden, de schok van de foto's).

## Geschiedenis
Paris Match werd in 1949 opgericht door de ondernemer Jean Prouvost. De naam was deels ontleend aan de in 1938 door Prouvost overgenomen wekelijks verschijnende sportkrant Match, die hij in 1939 had omgebouwd tot een nieuwsmagazine dat nog geen jaar later, door het uitbreken van de Tweede Wereldoorlog, in de kiem werd gesmoord. Pas in 1949 rolde het blad weer van de persen, maar nu dan onder de nieuwe naam Paris Match. Het format van de nieuwe uitgave werd afgekeken van het Amerikaanse tijdschrift Life: een combinatie van actuele informatie, reportages en exclusieve fotografie. Het eerste nummer van Paris Match verscheen op 25 maart 1949 met Winston Churchill op de omslag.
Paris Match was tot het einde van de jaren 50 een groot succes. Daarna begon de afzet evenwel op grond van toenemende concurrentie en de sterke opkomst van het nieuwe medium televisie onophoudelijk terug te lopen. Terwijl er in 1958 nog 800.000 exemplaren werden verkocht, was de oplage in 1975 teruggelopen tot onder de 600.000.
In 1976 werd het blad overgenomen door Daniel Filipacchi, die Roger Thérond herbenoemde tot hoofdredacteur, een functie die deze al eerder, namelijk van 1962 tot 1968 had bekleed. Ditmaal echter gaf hij de teugels pas 23 jaar later, bij zijn pensionering in juli 1999, weer uit handen. De man die "Het Oog" genoemd werd, was toen 74 jaar, en Paris Match was onder zijn leiding weer aanzienlijk succesvoller geworden, terwijl ook de oplagecijfers weer waren gegroeid. Hij werd opgevolgd door Alain Genestar.
Paris Match maakt ook heden ten dage nog deel uit van de Hachette Filipacchi Médias-groep, die op zijn beurt eigendom is van Lagardère Media. Anno 2018 is de oplage 558 269.

## Covers van Paris Match
Paris Match staat in Frankrijk vooral ook bekend om zijn pakkende couvertures (covers). Op de website van het blad zijn alle zogenaamde "Unes" (Frans voor kopregel, titelpagina) sinds de allereerste editie van maart 1949 per muisklik op te roepen.